# Detonator
Detonator:
1. ładunek pobudzający – materiał wybuchowy umieszczony między spłonką a właściwym materiałem kruszącym miny lub pocisku. Materiały wybuchowe użyte do budowy detonatora muszą się charakteryzować dużą mocą i podwyższoną podatnością na detonację (trotyl prasowany, tetryl, heksogen lub pentryt).
2. czynnik mechaniczny, elektryczny albo chemiczny powodujący wybuch materii eksplodującej[1].